# Dmitri Poliakov
Dmitri Fiódorovich Poliakov o en su defecto Dmitry Fyódorovich Polyakov (en ruso: Дмитрий Фёдорович Поляков o Дмитрий Фёдорович Поляков, transliterado académicamente como Dmitrij Fjodorovič Poljakov o Dmitrij Fëdorovič Poljakov, 6 de julio de 1921 - 15 de marzo de 1988) fue un general soviético, un alto oficial de la inteligencia militar de su país (GRU) y un prominente espía durante la Guerra Fría, revelando varios secretos confidenciales de la URSS a la Agencia Central de Inteligencia de los Estados Unidos.
En la CIA era conocido por los códigos Bourbon (Borbón) y Roam ("vagar" en inglés), mientras que la Oficina Federal de Investigaciones (FBI) lo conocía como Tophat ("galera" o "sombrero de copa").

## Primeros años
Nacido en 1921 en la por entonces naciente República Socialista Soviética de Ucrania, se graduó de la Escuela de Artillería de la ciudad ucraniana de Sumy en junio de 1941, justo en víspera de la invasión nazi de la Unión Soviética (Operación Barbarroja) y sirvió como oficial de artillería en la Segunda Guerra Mundial en el Frente Oriental (conocida como Gran Guerra Patria en Rusia). Sería condecorado con la "Orden de la Estrella Roja" por su valentía durante la feroz contienda bélica.
Después de la guerra y sus estudios en la Academia Militar Frunze, realizó los cursos de capacitación del GRU (Inteligencia Militar Soviética), para luego pasar a formar parte de ese organismo.
Su primera misión con la delegación soviética fue con el Comité del Personal Militar de las Naciones Unidas, en la ciudad de Nueva York entre 1951 y 1956.

## Su vida como agente al servicio de la CIA
Durante su segunda misión allí, en 1959-1961, se acercó a agentes de contrainteligencia del FBI, para ofrecerles sus servicios como informante.
Sus destinos posteriores incluyeron Rangún, Birmania entre 1965-1969 y Nueva Delhi, India en el trienio 1973-1976 y nuevamente entre 1979-1980, esta última vez como agregado militar soviético.
Algunos en la CIA consideran que Dmitri Poliakov se convirtió en un topo porque estaba crecientemente disgustado con la corrupción que existía en la élite del Partido Comunista de la URSS, y en general, dentro del establishment político-económico-militar soviético (llamado nomenklatura en ruso). Por su parte Víktor Cherkashin sugeriría una posible razón más personal: Poliakov se habría enfadado amargamente con el liderazgo del régimen de su país porque éste no le había dado permiso para llevar al mayor de sus tres hijos a un hospital de la ciudad de Nueva York, donde podría haber recibido la atención y el tratamiento adecuados, según él estimaba, para su seria y extraña enfermedad. Este hijo murió poco tiempo después y Dmitri, quien ya no sería el mismo por el resto de su vida, comenzó sus actividades como informante de la CIA
Durante 25 años, se mantuvo como un informante de la CIA, mientras ascendía a través de los rangos militares, hasta llegar a convertirse en nada menos que general.
Los oficiales de la CIA solían hablar en términos superlativos respecto a la clase de información ultrasecreta que él les proporcionaba. James Woolsey diría acerca de Poliakov que fue la "joya de la corona" para los EE. UU. Sandy Grimes remarcaría lo de la corona, y agregó que "fue la mejor fuente, al menos según mi conocimiento, que alguna vez tuvo la inteligencia estadounidense, e incluso diría, aunque no tengo la plena seguridad, que él fue la mejor fuente de inteligencia que cualquier servicio de inteligencia haya tenido alguna vez."
De acuerdo a todos los recuentos, él no estaba interesado en el dinero, sino que actuaba puramente por una cuestión de principios.
Entre la información importante suministrada por Poliakov, se encuentran:
- Evidencia de la creciente brecha ideológica entre la Unión Soviética y China, después del distanciamiento maoísta del deshielo post-estalinista durante el régimen de Nikita Jrushchov, la cual se agudizaría en la primera mitad de la década de 1960.

- Esta información desempeñó un papel crucial en la decisión del presidente estadounidense Richard Nixon, de establecer relaciones diplomáticas plenas con China en 1972, inclusive realizando una visita oficial a ese país (tras los acercamientos previos de la denominada "Diplomacia del ping-pong", que había enfrentado a los equipos de tenis de mesa de ambos países. De esta manera, los Estados Unidos podrían "jugar a dos puntas" en sus relaciones con los dos países, desde la ruptura sino-soviética, dos antagónicos gigantes comunistas.

- Datos técnicos sobre los misiles antitanque soviéticos. Mientras que afortunadamente los EE. UU. nunca se enfrentarían militarmente con la URSS de manera directa, el conocimiento de estas armas se volvería fundamental durante la operación militar Tormenta del Desierto, en la primera guerra del Golfo de 1991, ya que las fuerzas armadas del dictador iraquí Saddam Hussein estaban parcialmente equipadas con pertrechos militares soviéticos, entre ellos misiles antitanque de ese origen.

## Arresto y posterior ejecución
Poliakov, ya jubilado en 1980, era un ávido deportista y solía escribir artículos para una revista soviética de caza.
Pocos años después y de repente, en 1986, la CIA perdió todo rastro de Poliakov, como si se lo hubiese "tragado la tierra". Sus contactos de la CIA no tenían ninguna información sobre lo que le podría haber ocurrido. Pronto quedaría claro que había sido traicionado por algún topo soviético infiltrado en la CIA o, en su defecto, por algún estadounidense traidor. Sólo varios años más tarde saldrían a la luz pública los nombres de los dos doble agentes estadounidenses que, traicionando a sus respectivas agencias federales, habían revelado la verdadera identidad y condición de Poliakov al KGB: por el lado de la CIA, se trataba del  topo Aldrich Ames, detenido finalmente en 1994, y por el lado del FBI, Robert Philip Hanssen quien sería atrapado en 2001.
Una vez descubierto, recibiría la pena de muerte debido a su alta traición al régimen soviético, siendo finalmente ejecutado el 15 de marzo de 1988, tenía 66 años de edad.

## Legado
Jeanne Vertefeuille, oficial de la CIA, diría a propósito final de Poliakov: "No lo hacía por dinero. Insistía en quedarse en su puesto para ayudarnos. Fue un mal día cuando lo perdimos."